# 1873 aux États-Unis
Pour des articles plus généraux, voir Chronologie des États-Unis et 1873.
Chronologie des États-Unis
- 1869
- 1870
- 1871
- 1872
- 1873
- 1874
- 1875
- 1876
- 1877

Cette page concerne des événements d'actualité qui se sont produits durant l'année 1873 du calendrier grégorien aux États-Unis.

## Gouvernement
- Président : Ulysses S. Grant
- Vice-président : Schuyler Colfax jusqu'au 4 mars, puis Henry Wilson à partir du 4 mars
- Secrétaire d'État : Hamilton Fish
- Chambre des représentants : Président James G. Blaine

## Événements
- 12 février : loi sur la monnaie. L’argent est démonétisé, seul l’or est reconnu. Cette loi intervient en pleine dépression économique, qui inquiète les milieux d’affaire et accable les ouvriers. Le Coinage Act sera baptisé plus tard le « crime de 1873 ».
- 3 mars : la loi Timber Culture complète le Homestead Act de 1862. Elle agrandit les lots attribués en échange de l'engagement de planter des arbres. Le but est de favoriser la conquête de l'Ouest, peu boisé.
- 20 mai : Oscar Levi Strauss et Jacob Davis déposent le brevet du jeans[1].
- Été : expédition de la rivière Yellowstone.
- 18 septembre : Panique à Wall Street. La fermeture de la banque de Jay Cooke à Philadelphie provoque la fermeture de 5000 entreprises qui mettent leurs employés au chômage.
  - La Panique de 1873 entraîne cinq années de crise économique aux États-Unis.
- 11 décembre : réunion au Cooper Institute de New York à l’initiative des syndicats et de la section américaine de la Première Internationale. Elle attire une foule de gens dans les rues et réclame l’approbation des lois par un vote public, l’interdiction de posséder plus de 30 000 dollars et l’application de la journée de huit heures. Vingt mille personnes défilent à Chicago en réclamant du pain, des vêtements et des logements pour les nécessiteux[2].

jour non précisé
- Isabella Bird explore les Rocheuses.
- L'université de Boston est la première à ouvrir toutes ses sections aux femmes.